# Horatia macedonica
Horatia macedonica is een slakkensoort uit de familie van de Hydrobiidae. De wetenschappelijke naam van de soort is voor het eerst geldig gepubliceerd in 1937 door Kuscer.